# Tsuneko Gauntlett
Tsuneko Yamada Gauntlett (ガントレット恒, 26 octobre 1873-29 novembre 1953), née Yamada Tsune, est une militante japonaise pour la tempérance, le suffrage des femmes et la paix. En 1937, elle est présidente internationale de l'Association des femmes du Pacifique.

## Jeunesse
Yamada Tsune est née dans ce qui est aujourd'hui la ville d'Anjō, près d'Aichi. Elle est la fille du samouraï Yamada Kenzō. Son frère cadet est le compositeur Kosaku Yamada. Elle fait ses études à l'école de filles Sakurai, où elle a notamment pour professeur Yajima Kajiko.

## Carrière
Tsuneko Gauntlett enseigne à l'école de filles Kyōai de Maebashi dans sa jeunesse. Elle travaille également comme traductrice. Elle est active au sein de la Woman's Christian Temperance Union (WCTU) au Japon dès le début des années 1890. Elle assiste à la réunion internationale de la WCTU à Londres en 1920. Elle est ensuite présidente de l'organisation au Japon après la Seconde Guerre mondiale.
Gauntlett est également une dirigeante de l'Association japonaise pour le suffrage des femmes, avec Kubushiro Ochimi. Elle est vice-présidente de la délégation japonaise au premier Congrès panpacifique des femmes à Hawaï en 1928 et y parle du travail contre la traite des êtres humains. Elle et Hayashi Utako présente une pétition pour la paix au Premier ministre britannique Ramsay MacDonald lors de la Conférence navale de Londres en 1930, et elle parle de ses expériences londoniennes à San Francisco plus tard la même année.
Gauntlett retourne à Hawaï pour un autre Congrès des femmes pan-pacifiques en 1935. Elle y est élue présidente de la Pan-Pacific Women's Association, succédant à la biologiste australienne Georgina Sweet (en), et préside la réunion de l'organisation en 1937, à Vancouver,,. En 1939, elle est vice-présidente de la Pan-Pacific Women's Association et directrice de la Fédération japonaise des organisations féminines,,.
Gauntlett écrit de courtes biographies de femmes leaders japonaises, notamment Madam Kajiko Yajima: A Brief Sketch of Her Life (1934), Miss Uta Hayashi, a brief sketch of her life (1934), et Dr. Yayoi Yoshioka: A Brief Sketch of Her Life (1934).

## Mariage, citoyenneté et enfants
Yamada Tsune épouse l'éducateur britannique George Edward Luckman Gauntlett (en) en 1898. Leur mariage interracial nécessite une lettre de la reine Victoria. Grâce à ce mariage, Tsuneko Gauntlett devient citoyenne britannique, jusqu'en 1941, date à laquelle les deux Gauntlett deviennent citoyens japonais, utilisant le nom de famille Ganto comme approximation de Gauntlett. Les Gauntlett ont six enfants ensemble ; deux de leurs filles (Frances et Kathleen) restent citoyennes britanniques et vivent au Canada et en Angleterre pendant la Seconde Guerre mondiale ; deux de leurs enfants (Winifred et Owen) épousent des Japonais et vivent au Japon pendant la guerre ; leur fille Amy vit au Japon avec son mari sud-africain, et leur plus jeune fils, Trevor,devient citoyen japonais en 1941.

## Décès
Tsuneko Gauntlett décède en 1953, à l'âge de 80 ans, à son domicile de Shinjuku, à Tokyo. « Mme Gauntlett a consacré la majeure partie de sa vie à l'amélioration du statut des femmes japonaises », résume la nécrologie d'un journal américain. Sa tombe se trouve aux côtés de celle de son mari, au cimetière de Tama, à Tokyo.